# Andrea Bowen
Andrea Lauren Bowen (sinh ngày 4 tháng 3 năm 1990) là một nữ diễn viên người Mỹ.